# Wigstaartpapegaaiduif
De wigstaartpapegaaiduif (Treron sphenurus) is een vogel uit de familie Columbidae (duiven).

## Verspreiding en leefgebied
Deze soort komt voor van noordelijk India tot Java en telt vijf ondersoorten:
- T. s. sphenurus: van de Himalaya tot Myanmar, noordelijk Thailand, noordelijk Laos en zuidelijk China.
- T. s. delacouri: centraal Vietnam.
- T. s. robinsoni: westelijk Maleisië.
- T. s. etorques: Sumatra.
- T. s. korthalsi: Java, Bali en Lombok.